# جوزيف إف. كونتز
جوزيف إف. كونتز (بالإنجليزية: Joseph F. Kuntz)‏ هو مهندس معماري أمريكي، (و. سبتمبر 1868  م).